# 岩手保健医療大学
岩手保健医療大学（いわてほけんいりょうだいがく、英語: Iwate University of Health and Medical Sciences）は、岩手県盛岡市盛岡駅西通一丁目6番30号に本部を置く日本の私立大学。2017年創立、2017年大学設置。略称は、岩手保大。

## 建学の精神
- 人々の生活と健康を高め地域社会に貢献するケア・スピリットを備えた保健医療人

## 学部

### 看護学部
- 看護学科

## 取得可能な資格
- 看護師国家試験受験資格、保健師国家試験受験資格、養護教諭2種免許